# Liste der Biografien/Alz
Liste der Biografien |
Portal Biografien |
Personensuche
# |
A |
B |
C |
D |
E |
F |
G |
H |
I |
J |
K |
L |
M |
N |
O |
P |
Q |
R |
S |
T |
U |
V |
W |
X |
Y |
Z |
?
 
Aa |
Ab |
Ac |
Ad |
Ae |
Af |
Ag |
Ah |
Ai |
Aj |
Ak |
Al |
Am |
An |
Ao |
Ap |
Aq |
Ar |
As |
At |
Au |
Av |
Aw |
Ax |
Ay |
Az
 
Ala |
Alb |
Alc |
Ald |
Ale |
Alf |
Alg |
Alh |
Ali |
Alj |
Alk |
All |
Alm |
Aln |
Alo |
Alp |
Alq |
Alr |
Als |
Alt |
Alu |
Alv |
Alw |
Alx |
Aly |
Alz
Die Liste der Biografien führt alle Personen auf, die in der deutschsprachigen Wikipedia einen Artikel haben. Dieses ist eine Teilliste mit 33 Einträgen von Personen, deren Namen mit den Buchstaben „Alz“ beginnt.

## Alz

### Alza
- Alza, Sebastián (* 2004), uruguayischer Hammerwerfer
- Alzado, Lyle (1949–1992), US-amerikanischer American-Football-Spieler und Schauspieler
- Álzaga, Martín de (1755–1812), spanischer Kaufmann und Politiker zu Zeiten der Unabhängigkeit Argentiniens
- Alzamendi, Antonio (* 1956), uruguayischer Fußballspieler
- Alzamora i Martín, Sebastià (* 1972), katalanischer Schriftsteller
- Alzamora Revoredo, Oscar Julio (1929–1999), peruanischer Ordensgeistlicher, Weihbischof in Lima
- Alzamora, Emilio (* 1973), spanischer Motorradrennfahrer
- Alzamora, Hernán (1927–2018), peruanischer Hürdenläufer und Zehnkämpfer
- Alzamora, Miguel (* 1974), spanischer Radrennfahrer
- Alzate, Aníbal (1933–2016), kolumbianischer Fußballspieler
- Alzate, Carlos (* 1983), kolumbianischer Bahn- und Straßenradrennfahrer
- Alzate, Steven (* 1998), englisch-kolumbianischer Fußballspieler

### Alze
- Alzen, Gerd (* 1945), deutscher Synchronsprecher und Radiomoderator
- Alzen, Gerhard (* 1948), deutscher Arzt und Hochschullehrer
- Alzen, Jürgen (* 1962), deutscher Rennfahrer und Unternehmer
- Alzen, Uwe (* 1967), deutscher AutomobilrennfahrerUwe Alzen (* 1967)

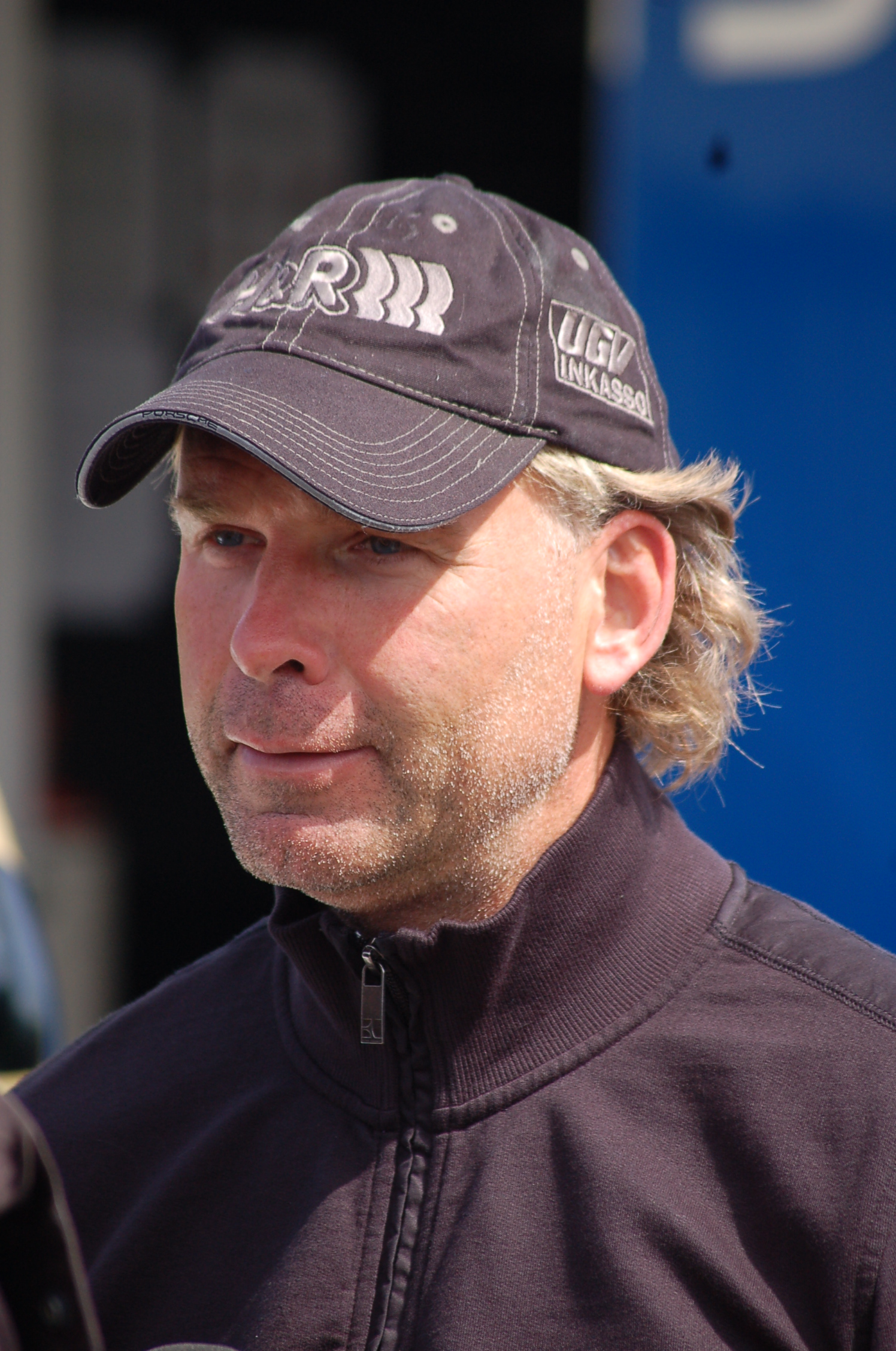
Uwe Alzen (* 1967)

### Alzh
- Alzheimer, Alfred (1875–1949), deutscher Landwirtschaftslehrer und Pflanzenzüchter
- Alzheimer, Alois (1864–1915), deutscher Psychiater und NeuropathologeAlois Alzheimer (1864–1915)

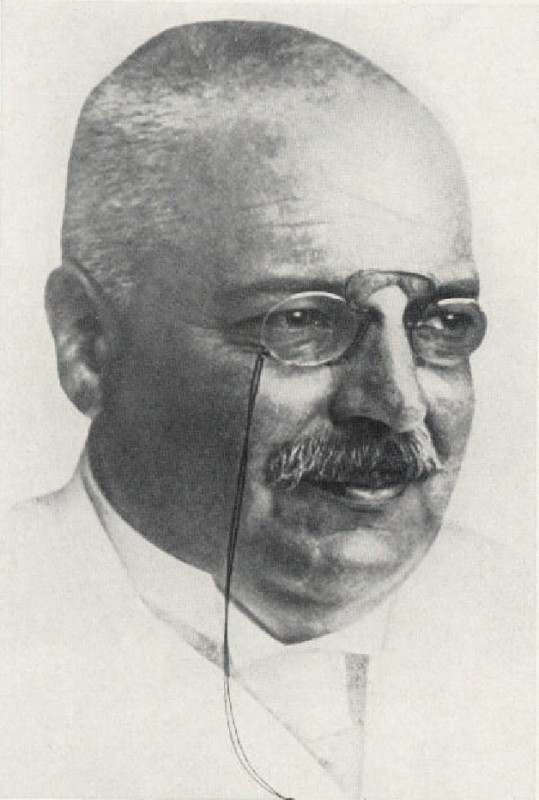
Alois Alzheimer (1864–1915)

- Alzheimer, Alois (1901–1987), deutscher Versicherungsmanager
- Alzheimer, Heidrun (* 1959), deutsche Volkskundlerin

### Alzi
- Alzin, Joseph (1893–1930), luxemburgischer Gewichtheber
- Alzina, Cécile (* 1981), französische Snowboarderin
- Alzinger, Joseph-Adolphe (1899–1978), belgischer römisch-katholischer Geistlicher und Schriftsteller
- Alzinger, Wilhelm (1928–1998), österreichischer Klassischer Archäologe
- Alzini, Martina (* 1997), italienische Radsportlerin

### Alzn
- Alzner, Claudius (1930–2002), österreichischer Orchestermusiker, Bandleader und Filmkomponist
- Alzner, Karl (* 1988), kanadischer Eishockeyspieler

### Alzo
- Alzog, Johann Baptist (1808–1878), deutscher römisch-katholischer Theologe und Kirchenhistoriker
- Alzola, Peli (* 1994), Leichtathletin aus Trinidad und Tobago
- Alzon, Emmanuel d’ (1810–1880), französischer römisch-katholischer Geistlicher, Publizist und Ordensgründer
- Alzona, Encarnacion (1895–2001), philippinische Historikerin, Hochschullehrerin und Suffragistin
- Alzouma, Moussa (* 1982), nigrischer Fußballtorhüter

### Alzu
- Alzugaray, Juan Carlos, uruguayischer Fußballspieler